# تپه آرتیان
تپه آرتیان مربوط به دوران‌های تاریخی پس از اسلام است و در شهرستان درگز، روستای آرتیان واقع شده و این اثر در تاریخ ۲۳ فروردین ۱۳۴۶ با شمارهٔ ثبت ۶۷۶ به‌عنوان یکی از آثار ملی ایران به ثبت رسیده‌است.